# ساندا، هیوگو
ساندا در استان هیوگو در کشور ژاپن  واقع شده‌است  که دارای جمعیت ۱۱۳٬۶۰۰ نفر و مساحت ۲۱۰٫۲۲ کیلومتر مربع با تراکم جمعیت ۵۴۰  نفر در کیلومترمربع است و در تاریخ ۱ ژوئیه ۱۹۵۸ به عنوان شهر شناخته شد.